# James Simon Kunen
James Simon Kunen (?, 1948 –) amerikai író, újságíró és ügyvéd. A The Strawberry Statement című könyv szerzője, amely a Columbia Egyetem 1968-as tüntetéseinek első személyben megírt dokumentuma.

## Életrajza
James Simon Kunen a Fay School és a Phillips Academy hallgatója. Az 1968-as diáktüntetések idején a Columbia Egyetemre járt, és részt vett az intézmény Hamilton Halljában tartott ülősztrájkban, amelynek következtében birtokháborításért letartóztatták. Ez az élmény vezetett a The Strawberry Statement (Eperfa nyilatkozat) megírásához, amely dokumentálja az egyetem ellentmondásos részvételét a kormány védelmi elemző intézetével (Institute for Defense Analyses).
Miután 1970-ben lediplomázott a Columbián, a True vietnámi helyszíni újságírója lett. Ez a tapasztalat vezetett a Standard Operating Procedure című munkájához, a második publikált művéhez.
Ezt követően elvégezte a New York Egyetem jogi karát, majd Washingtonba költözött, ahol kirendelt védőügyvéd lett. A büntetőbíróságokon szerzett tapasztalatai alapján írta meg a How Can You Defend Those People? (Hogyan védheted meg ezeket az embereket?) című könyvet, amelyet a Random House adott ki 1983-ban.
Miután elhagyta a washingtoni Állami Közjogi Védőszolgálatot, Kunen szerkesztőként dolgozott a Long Island-i Newsday-nél, mielőtt a People-hoz került volna íróként és szerkesztőként. Az Egyesült Államok legsúlyosabb ittas vezetéses balesetéről szóló tudósítása a People számára a Reckless Disregard: Corporate Greed, Government Indifference and the Kentucky School Bus Crash című könyv megírására ösztönözte. A "Meggondolatlan figyelmen kívül hagyás: A vállalati kapzsiság, a kormányzati közöny és a Kentucky iskolabusz-baleset" a negyedik könyve.
Kunen cikkeket írt a The New Yorker, a Newsday, a New York Times Magazine és más neves kiadványok számára is.
A Time Warner kommunikációs igazgatójaként elvesztette állását, miután két évtizedig dolgozott a vállalatnál, könyvet írt Diary of a Company Man: Losing a Job: Finding Life (Egy céges ember naplója: Egy állás elvesztése: Az élet megtalálása) címmel, amely 2012 januárjában jelent meg.

## Magánélete
Kunen felesége Lisa Karlin, aki rádiós újságíró és szociális munkás. A New York-i Brooklynban laknak, és két gyermekük van.

## Művei
- The Strawberry Statement – Notes of a College Revolutionary(wd) (1968) ISBN 978-1881089520[5]
- Standard Operating Procedure: Notes of a Draft-Age American (1971)
- "How Can You Defend Those People?": The Making of a Criminal Lawyer (1983) ISBN 978-0070356313
- Reckless Disregard: Corporate Greed, Government Indifference, and the Kentucky School Bus Crash (1994) ISBN 978-0671705336
- Diary of a Company Man: Losing a Job, Finding a Life (2012) ISBN 978-0762770458

## Fordítás
- Ez a szócikk részben vagy egészben  a   James Simon Kunen című angol Wikipédia-szócikk fordításán alapul.  Az eredeti cikk szerkesztőit annak laptörténete sorolja fel. Ez a jelzés csupán a megfogalmazás eredetét és a szerzői jogokat jelzi, nem szolgál a cikkben szereplő információk forrásmegjelöléseként.